# The Beginnings
The Beginnings (Die Anfänge) ist ein Gedicht des englischen Schriftstellers Rudyard Kipling (1865–1936) aus dem Jahr 1917, das im Kontext der antideutschen Gefühle in Großbritannien während des Ersten Weltkriegs steht und bei dem es darum geht, wie sich die Engländer zu einem hasserfüllten Volk wandeln, was zum Beginn einer neuen Epoche führt.

## Kurzeinführung
Kiplings Gedicht stammt aus dem Jahr 1917. Das fünfstrophige Gedicht handelt davon, wie das englische Volk, obwohl nach Ansicht des Autors von Natur aus friedlich, seiner Meinung nach langsam von einem Hass erfüllt wird, der zur Entstehung einer neuen Epoche führen werde.
Die ersten vier Strophen haben vier Zeilen mit abwechselnden Reimen, während die fünfte (und letzte) Strophe fünf Zeilen enthält. Die letzte Zeile einer jeden Strophe endet mit "the English began to hate" (... die Engländer zu hassen begannen). Der Kontext ist das antideutsche Gefühl in Großbritannien während des Ersten Weltkriegs. Kipling war dafür bekannt, dass er Deutsche nie in einem positiven Licht darstellte, und er war es, der das Wort "Hun" (Hunne) als Pejorativum für Deutsche berühmt machte.
Das Gedicht erschien erstmals in Kiplings Sammlung A Diversity of Creatures (1917), wo es die Kurzgeschichte Mary Postgate begleitete. Die Geschichte wurde ursprünglich im Jahr 1915 veröffentlicht, jedoch ohne das Gedicht.
Im Folgenden der englische Text mit einer (ungefähren) deutschen Wiedergabe (ungereimt):

## Text
| THE BEGINNINGS It was not part of their blood, It came to them very late With long arrears to make good, When the English began to hate. They were not easily moved, They were icy willing to wait Till every count should be proved, Ere the English began to hate. Their voices were even and low, Their eyes were level and straight. There was neither sign nor show, When the English began to hate. It was not preached to the crowd, It was not taught by the State. No man spoke it aloud, When the English began to hate. It was not suddenly bred, It will not swiftly abate, Through the chill years ahead, When Time shall count from the date That the English began to hate. | DIE ANFÄNGE Es war nicht in ihrem Blut, Es kam sehr spät zu ihnen, Mit langen aufzuholenden Rückständen, Als die Engländer zu hassen begannen. Sie waren nicht leicht zu bewegen, Sie waren eiskalt bereit zu warten, Bis jeder Vorwurf bewiesen sein sollte, Ehe die Engländer zu hassen begannen. Ihre Stimmen waren ruhig und leise, Ihre Blicke waren auf gleicher Höhe und direkt. Es gab weder Anzeichen noch Gehabe, Als die Engländer zu hassen begannen. Es wurde nicht der Menge gepredigt, Es wurde nicht vom Staate gelehrt. Niemand sprach es laut aus, Als die Engländer zu hassen begannen. Es entstand nicht plötzlich, Es wird nicht schnell nachlassen, Durch die kalten Jahre, die bevorstehen, Wenn die Zeit ab dem Datum zählt, An dem die Engländer zu hassen begannen. |

## Verschiedenes
Brenton Tarrant, der Attentäter auf zwei Moscheen in Christchurch in Neuseeland, bezog sich auf dieses Gedicht in einem Dokument, das er kurz vor den Schießereien online gestellt hatte.